# Einsatzstellenhygiene
Einsatzstellenhygiene ist die Lehre von der Erhaltung der Gesundheit des Rettungsfachpersonals und insbesondere des Feuerwehrpersonals an Einsatzstellen. Zur Umsetzung dieser Lehre werden verschiedene Ziele angestrebt:
- Der Schutz vor Kontamination; vermieden werden soll die Verunreinigung oder Verschmutzung von Personen oder Gegenständen mit chemischem, biologischem oder radioaktivem Material.
- Der Schutz vor Inkorporation.
- Der Schutz vor der Verschleppung von schädlichen Stoffen.

Schon in der Ausbildung ist dieses Thema Bestandteil des Lehrplans.

## Maßnahmen
Im Einsatzleiterhandbuch sowie in der FwDV 500 sind die notwendigen Maßnahmen beschrieben. Verantwortlich für die durchzuführenden Maßnahmen ist, neben den Einsatzkräften selbst, der Einsatzleiter, ihm obliegt es auch ggfs. weitere Maßnahmen anzuordnen. Grundsätzlich sind Hygienemaßnahmen immer einzuleiten, wenn mit Auftreten von Schadstoffen gerechnet werden muss. Als Schadstoffe können auftreten: Rauch, Giftgase, Säuren und Laugen, ungesunde Flüssigkeiten, Keime und Bakterien, ionisierende Strahlung sowie auch Feststoffe, Flüssigkeiten und Gase mit verschiedenen, unbekannten aber gefährlichen Inhalten in unbekannten Zusammensetzungen.

### An der Einsatzstelle
Während eines Einsatzes ist neben anderen Maßnahmen das Tragen der persönlichen Schutzausrüstung obligatorisch. Weitere einsatzspezifische Schutzausrüstungen wie zum Beispiel Atemschutz und/oder Chemikalienschutzanzug sind gegebenenfalls auch auf Anweisung der Einsatzleitung zu benutzen. Die Aufstellung aller Fahrzeuge hat neben anderen Kriterien so zu erfolgen, dass in die Mannschaftskabinen keine Gefahrstoffe eindringen können. Essen und Trinken ist im Gefahrenbereich verboten, außerhalb des Gefahrenbereichs erst nach entsprechenden Hygienemaßnahmen, wie zum Beispiel angemessener Reinigung von Gesicht und Händen, erlaubt. Weitere Maßnahmen sind entsprechend dem Einsatz und den Anweisung der Einsatzleitung durchzuführen.

### Nach dem Einsatz
Nach dem Einsatz ist die Einsatzstelle vor unbefugtem Zutritt zu sichern. Alle während des Einsatzes verschmutzten (kontaminierten) Gegenstände wie Kleidung, Geräte und Fahrzeuge sind noch vor Ort mit Wasser zu reinigen. Das verschmutzte Wasser ist ggfs. aufzufangen und gesondert zu entsorgen. Wenn Hinweise auf besonders gefährliche Schadstoffe vorliegen, ist eine entsprechende Dekontamination durchzuführen. Für einen sachgerechten Transport von möglicherweise kontaminierten Gegenständen ist Sorge zu tragen, beispielsweise durch Transport in Foliensäcken. Über weitere Maßnahmen entscheidet die Einsatzleitung.

### Am Standort
In der Wache ist nach Möglichkeit das Schwarz-Weiß-Prinzip einzuhalten: Die Einsatzkleidung ist im Schmutzbereich („Schwarz“) abzulegen, dann ist zu duschen. Anschließend wird im Reinbereich („Weiß“) saubere Kleidung angelegt. Das Betreten der sauberen Bereiche (Aufenthaltsräume etc.) mit verschmutzter Einsatzkleidung ist untersagt.
Einsatzmaterialien sind ebenfalls fachgerecht zu reinigen.